# Cratere Maksutov
Maksutov è un cratere lunare intitolato all'astronomo russo Dmitrij Dmitrijevich Maksutov.  Si trova sulla faccia nascosta della Luna, a sud-sudovest del cratere Oppenheimer. A sudovest si trova il cratere Nishina e ad ovest-nordovest i due crateri Devisson e Leibnitz, fusi assieme.
Il cratere mostra un bordo esterno ben definito e non significativamente eroso da impatti successivi. La cosa più notevole del cratere è il fondale, che ha un'albedo molto bassa, caratteristica tipica delle superfici ricoperte di lava basaltica. Le pareti interne dell'orlo sono di varie altezze; la regione più bassa si trova a sudest, mentre le altre parti della parete sono più alte, in particolare a nordest e a nordovest.

## Crateri correlati
Alcuni crateri minori situati in prossimità di Maksutov sono convenzionalmente identificati, sulle mappe lunari, attraverso una lettera associata al nome.
| Maksutov | Latitudine | Longitudine | Diametro |
| -------- | ---------- | ----------- | -------- |
| U        | 40.1° S    | 170.9° W    | 21 km    |